# Louis-Marie Auvray
Pour les articles homonymes, voir Auvray.
Louis-Marie, baron Auvray, né le 12 octobre 1762 à Poitiers, mort le 11 novembre 1833 au château de Taillé, à Fondettes (Indre-et-Loire), est un général et administrateur français de la Restauration, préfet sous le Premier Empire.

## Biographie
Issu d'une famille originaire de Normandie fixée dans le Mantois et à Paris (XVIIe siècle et XVIIIe siècle), et en dernier lieu en Touraine, un de ses ancêtres sert comme écuyer du roi Henri IV. Un autre, Louis Auvray, était, en 1665, lieutenant de la prévôté de la cavalerie légère de France.
Son père, Cyprien Auvray (3 novembre 1720 - Paris † 4 janvier 1783 - Poitiers), avocat au Parlement, premier secrétaire de l'Intendance de La Rochelle et de Poitiers (1747-1783), a épousé le 8 septembre 1749 Élisabeth-Jeanne-Charlotte Rousset.
Secrétaire à l'intendance de Paris, Louis-Marie  Auvray quitte bientôt cet emploi pour suivre la carrière militaire.
Passé surnuméraire dans la gendarmerie de la reine en 1780, il devient sous-officier aux Gardes-Françaises, obtient en 1790, le grade de capitaine de la garde nationale parisienne soldée, et passe ensuite avec le même titre dans le 104e régiment d'infanterie de ligne en 1791.
Il fait preuve en plusieurs circonstances d'une rare valeur et mérite l'estime de ses chefs. Après avoir servi pendant quelques années dans le 104e régiment, où il a obtenu le grade de chef de bataillon, il est nommé colonel du 40e régiment de ligne.
De belles actions l'auraient conduit plus loin, mais quelques désagréments qu'il éprouve au service militaire et les nombreux passe-droits qu'il observe sont pour lui source d'un profond dégoût qu'il ne veut pas endurer plus longtemps et qui le décident à se retirer du service, après les campagnes de 1796 et 1797 en Italie.
La révolution du 18 brumaire ayant eu lieu, le premier consul, connaissant l'état d'agitation du département de la Sarthe, veut placer à la tête de ce pays un ancien militaire, il choisit le colonel Auvray qui répond dignement à sa confiance. Il est nommé par arrêté des Consuls du 11 ventôse an VIII (2 mars 1800) à la préfecture du département de la Sarthe et s'installe le 6 floréal de la même année (6 mai).
Placé sur un nouveau terrain, le profond stratège se montre habile administrateur. Il prouve dans cet emploi, par beaucoup de fermeté et de prudence, qu'il n'est pas moins bon administrateur qu'il n'a été brave militaire. Au mois de mars 1802, Auvray est appelé au Corps législatif, mais il refuse ces nouvelles fonctions, et se livre tout entier aux soins qu'exige sa préfecture. Il est fait chevalier de la Légion d'honneur le 14 juin 1804.
Il est l'auteur d'une Statistique du département de la Sarthe (Paris, 1802, in-8) qui est une des plus détaillées qui ait été faite depuis la création du département et qui le fait connaître avantageusement. Le baron Auvray rédige, à la demande du ministère de l'Intérieur, cette première enquête sur ce département créé en 1790, lors de la Révolution française, par scission de l'ancienne province du Maine en deux départements, la Mayenne à l'ouest, la Sarthe à l'est. On y trouve entre autres quatre grands tableaux dépliants : État des forêts et bois nationaux ; Tableau des substances minérales observées dans le département de la Sarthe, rangées d'après la méthode de Daubenton ; État des domaines nationaux de toute origine, non aliénés... ; État de situation des domaines nationaux...
Son administration est marquée par l'organisation du musée du Mans et l'enrichissement de sa collection.
Il préside la Société libre des arts pour le département de la Sarthe en 1805, 1806 et 1813.
Napoléon, mécontent toutefois de ses services, le destitue le 11 mars 1813. Il est désigné par le gouvernement provisoire pour faire partie de la délégation chargée d'accueillir le comte d'Artois.
À la première Restauration, le gouvernement royal nomme à la préfecture du Mans Jules Pasquier. C'est à la même époque, qu'Auvray rentre de nouveau dans les cadres de l'armée, est promu maréchal de camp et fait chevalier de Saint-Louis par Louis XVIII le 13 août 1814.
Auvray est maire de Fondettes près de Tours de 1817 à 1827.
Il meurt à Fondettes, en son château de Taillé, le 11 novembre 1833.

### Vie familiale
Marié le 1er mai 1803 avec Françoise Pellegrain de Lestang (1781 † 1869 - Tours), fille de Charles Noël Pellegrain de Lestang, capitaine au régiment de La Ferté, chevalier de l'ordre de Saint-Louis, et d'Elisabeth Louise Massue, dame de La Chapelle-Gaugain, ils ont :
- Anatole Louis Le Mans (6 octobre 1804 † 8 novembre 1856 - Fondettes), 2e baron Auvray, officier de cavalerie, maire de Fondettes (1840-1857), conseiller d'arrondissement de Tours, marié le 20 mai 1834 avec Pauline-Olympe-Clémentine de Villiers du Terrage (fille du vicomte Paul Étienne de Villiers du Terrage), dont :

- Thérèse Pauline Louise, religieuse ;
- Louise Jeanne Marie, mariée avec Marie Albert Anselme Chaullet de La Ribellerie, comte d'Outremont, officier d'artillerie (frère de Mgr Hector-Albert Chaulet d'Outremont) ;
- Anatole Paul Marie (4 octobre 1843 - Tours † avril 1920 - Tours), 3e baron Auvray, marié, dont :

- Pierre (1873-1900) ;
- Pauline, mariée avec Xavier, comte de Poix ;
- Thérèse, mariée avec Adrien, baron de Montpellier de Vedrin ;
- Anatole Louis Joseph (5 mars 1881 - Tours † Mort pour la France le 17 novembre 1916 - Villers-Bretonneux (Somme), brigadier au 9e escadron du Train, mort de maladie comme prisonnier de guerre, marié avec Solange de Bonnefoy (1892 † 1966) (veuve, elle se remarie deux fois), dont :

- Pierre (1912 † 1970), 4e baron Auvray, marié à Jacqueline de Nonville, dont :

- Marie-Solange (née le 30 mars 1945 - Thouaré-sur-Loire), mariée, dont postérité ;

- Albert (11 août 1914 - Saint-Jean-le-Vieux (Ain) † 9 décembre 1996), 5e baron Auvray, marié, dont :

- Elisabeth, mariée, dont postérité ;
- Béatrice, mariée, dont postérité ;
- Hubert Jacques Guy (9 août 1946 - Thouaré-sur-Loire), 6e baron Auvray, marié le 2 avril 1970  (Brion), marié avec Marie-Claude (née le 17 juin 1950 - Brion) (fille de Scévole Pocquet, comte de Livonnière (1er juin 1912 - Allonnes (Maine-et-Loire) † 23 octobre 2003 - Beaufort-en-Vallée) et Marie-Béatrice La Grua et Talamanca de Carini (née le 27 juin 1917 - Paris), propriétaires du château de Sainte-Suzanne (Mayenne))

- Louis-René (né le 7 juin 1810), officier d'infanterie, maire de Tours (1865), marié en avril 1837 avec Flavie Loiseau, dont :

- Raoul (né le 23 mars 1838), conseiller de préfecture, maire de Pernay, propriétaire du château de la Ronde, marié le 6 août 1867 avec Marie-Cécile Goüin (1847-1937), fille d'Eugène Goüin et petite-fille du baron Antoine-Gabriel Christin, dont :

- Louis-René (né le 1868), officier de cavalerie, marié avec Marie Hébrard de Villeneuve, fille d'Henry Hébrard de Villeneuve, dont :

- Henry, marié avec Jeanne-Marie Thibault de La Carte de La Ferté-Sénectère (demi-sœur du général Georges de la Ferté-Sénectère) ;

- Jeanne Flavie Valentine (née le 24 juin 1870), mariée avec Philippe Lacroix de Vimeur, marquis de Rochambeau, officier des haras, fils d'Achille de Rochambeau et de Marie Isabelle Dutey-Harispe ;
- Eugène (né le 1873), marié avec Renée Lefebvre, de Roubaix ;

- Arthur (né le 22 janvier 1840, mort en 1916), marié à une Mlle Taigny, puis à Louise-Marie Nacquart (petite-fille du Dr Jean-Baptiste Nacquart).

- Hélène (1872-1960), mariée à Charles Percheron de Monchy, officier de cavalerie et propriétaire du château de la Grifferie, fils du régent de la Banque de France Adrien Percheron de Monchy.
- Raymond (1874-1946), bibliophile et collectionneur érudit, président des "Amis du Vieux Tours" et de la section d'Indre-et-Loire de la Croix-Rouge française.
- Henry (1878-1947), archéologue, entomologiste et poète.

La famille du baron Louis-Marie Auvray compte parmi les familles subsistantes de la noblesse d'Empire.

## État de service
- Surnuméraire dans la gendarmerie de la reine en 1780 ;
- Sous-officier aux Gardes-Françaises ;
- Capitaine de la garde nationale parisienne (1790)
- Capitaine au 104e régiment d'infanterie de ligne (1791) ;
- Chef de bataillon au 104e régiment d'infanterie de ligne (armée révolutionnaire française) ;
- Colonel du 40e régiment d'infanterie de ligne (armée révolutionnaire française) ;
- Replacé dans les cadres de l'armée avec le grade de maréchal de camp (première Restauration).

## Décorations
- Légion d'honneur :
  - Officier de la Légion d'honneur[Quand ?] ;
- Ordre royal et militaire de Saint-Louis :
  - Chevalier de l'Ordre royal et militaire de Saint-Louis (13 août 1814).

## Titres
- 1er Baron Auvray et de l'Empire (15 août 1809, lettres patentes du 31 janvier 1810).

## Hommage, Honneurs, Mentions...
- Son seul ouvrage le fait connaître avantageusement.
- Une rue du Mans, à proximité de la préfecture, porte son nom.

## Autres fonctions
- Préfet de la Sarthe :
  - Nommé par arrêté des Consuls du 11 ventôse an VIII (2 mars 1800),
  - Installé le 6 floréal an VIII (6 mai 1800),
  - Destitué le 11 mars 1813.

## Armoiries
| Figure | Blasonnement |
|        | Famille Auvray avant 1809 De sable, à l'aigle au vol abaissé d'argent., |
|        | Armes du baron Auvray et de l'Empire à partir de 1809 Écartelé: au 1, d'azur, à un bouclier d'or, ch. d'un écusson d'azur, inscrit du chiffre 40 d'argent; au 2 du quartier des barons préfets ; au 3, de gueules, à une clé d'argent, en pal; au 4, d'azur, à un olivier d'or, fruité d'argent., |

## Publications
- Statistique du département de la Sarthe (Paris, 1802, in-8).